# أرنالدو مانويل دي ألميدا
أرنالدو مانويل دي ألميدا (بالبرتغالية: Arnaldo Manoel de Almeida‏) هو لاعب كرة قدم برازيلي في مركز الدفاع، ولد في 15 أبريل 1992 في أوبيرابا في البرازيل. لعب مع جريميو نوفوريزونتينو وجمعية بورتوغيزا الرياضية ونادي بينابولينيزي ونادي جوينفيل ونادي ريو برانكو ونادي كريسيوما ونادي ميراسول.

## وصلات خارجية
- أرنالدو مانويل دي ألميدا على موقع قاعدة بيانات كرة القدم.إي يو (الإنجليزية)
- أرنالدو مانويل دي ألميدا على موقع Soccerway.com (الإنجليزية)